# Alfred Westphal
Alfred Westphal (Rittershoffen, 2 juillet 1907 – Diemeringen, 15 décembre 1992), est un homme politique alsacien.

## Détail des fonctions et des mandats

### Mandats nationaux
Mandat parlementaire
- 8 décembre 1946 - 18 mai 1952 : Sénateur du Bas-Rhin
- 12 décembre 1962 - 1er avril 1973 : Député de la septième circonscription du Bas-Rhin

### Mandats locaux
- 1945-1982 : Conseiller général de Drulingen